# Schmerzensgeld – Wer reich sein will, muss leiden
Schmerzensgeld – Wer reich sein will, muss leiden (OT: The Brass Teapot) ist eine US-amerikanische Fantasy-Filmkomödie aus dem Jahr 2012 mit Juno Temple in der Hauptrolle.

## Handlung
Das jung verheiratete Paar Alice und John lebt in einfachen Verhältnissen. Nach einem Autounfall entwendet Alice in einem Antiquitätenladen einen antiken Teekessel. Bald stellt sie fest, dass dieser, immer wenn in seiner Nähe jemand Schmerzen erleidet, Geld auswirft. Alice fügt sich zunächst selbst Schmerzen zu und weiht John in das Geheimnis des Teekessels ein. Um an weiteres Geld zu kommen, fügen sie zunächst sich selbst, später aber auch Dritten körperlichen und seelischen Schmerz zu. Bald ist das Paar wohlhabend genug, sich ein größeres, eigenes Haus in einer noblen Wohngegend leisten zu können. In diesem fühlen sie jedoch zunehmend, dass sie der Reichtum und der Kessel nicht glücklicher machen. In der neuen Nachbarschaft fühlen sie sich fremd und unwohl. Als schließlich ihr früherer Vermieter Arnie den Kessel stiehlt, kommt es in dessen Haus zum Blutbad, als John und Alice die Antiquität zurückholen wollen. Freiwillig geben sie danach den Kessel an den Chinesen Dr. Ling ab, der das Paar vor dem Kessel und seiner Wirkung auf Menschen gewarnt hat. Ling versenkt ihn im Meer.

## Hintergrund
Der Film ist das Langfilmdebüt der Regisseurin Ramaa Mosley. Das Drehbuch verfasste Tim Macy nach einer von ihm geschriebenen Kurzgeschichte.
Uraufgeführt wurde der Film am 8. September 2012 auf dem Toronto International Film Festival. In den Vereinigten Staaten kam er am 5. April 2013 in die Kinos. In Deutschland erschien der Film am 5. Mai 2015 direkt auf DVD und Blu-Ray. Seine Free-TV-Premiere in Deutschland hatte er am 20. September 2016 auf Tele 5.

## Kritiken
TV Spielfilm wertete den Film bei seiner Erstausstrahlung als Tipp des Tages, urteilte aber andererseits, dass er "alles andere als homogen" sei, "flapsige, erotische und abgrundtief schwarze Szenen" stünden "oft ganz unvermittelt nebeneinander". Die Nebenrollen kämen "bisweilen dilettantisch" rüber. Insgesamt sei der Film eine "ungewöhnlich konsequente Moralpredigt".